# Monumentos históricos de la antigua Kioto
Los Monumentos históricos de la antigua Kioto son un conjunto de 17 monumentos situados principalmente en la ciudad de Kioto, pero también en las cercanas Uji y Ōtsu. En total, son 13 sienes budistas, tres santuarios sintoístas y también hay un castillo. Los monumentos incluyen 38 edificios designados por el gobierno japonés cómo tesoros nacionales, 160 propiedades designadas como propiedades culturales, ocho jardines designados como lugares de especial belleza escénica, y cuatro designados como lugares de belleza escénica. Fueron inscritos en la lista del Patrimonio de la Humanidad de la UNESCO en 1994.
Estos templos ilustran el desarrollo de la arquitectura con madera en Japón, especialmente la arquitectura religiosa y el arte de los jardines japoneses, que influyó la jardinería por todo el mundo.

## Criterios de selección
Kioto tiene un número considerable de edificios históricos, a diferencia de otras ciudades japonesas que perdieron edificios durante las invasiones extranjeras y las guerras; y tiene la mayor concentración de bienes culturales designados en Japón. Todavía devastado por las guerras, incendios y terremotos durante sus once siglos como capital imperial, Kioto se salvó de gran parte de la destrucción acontecida por la Segunda Guerra Mundial. Se salvó del bombardeo casi universal de las grandes ciudades del Japón, en parte, por haber sido preservado como el objetivo principal de la bomba atómica. Fue retirado después de la lista de objetivos de la bomba atómica, por intervención personal del secretario de Guerra Henry Lewis Stimson, que pretendía salvar este centro cultural que conocía bien por haberlo visitado durando su viaje de boda y visitas diplomáticas posteriores. Como resultado, Nagasaki se añadió como objetivo.
Los 17 monumentos incluidos como patrimonio de la humanidad comprenden un periodo entre el siglo X y el siglo XIX, y cada uno es representativo del periodo en que fue construido. La importancia histórica de la región de Kioto fue tenida en cuenta por la UNESCO en el proceso de selección.

## Lista de monumentos
Este grupo de monumentos protegidos por la Unesco incluye lo siguiente: 
| Código  | Nombre                                 | Localidad             | Coordenadas                                            | Imagen |
| ------- | -------------------------------------- | --------------------- | ------------------------------------------------------ | ------ |
| 688-001 | Kamowakeikazuchi-jinja (賀茂別雷神社?) | Kita-ku, Kioto        | 35°03′37″N 135°45′10″E / 35.06028, 135.75278           |        |
| 688-002 | Kamomioya-jinja (賀茂御祖神社?)        | Sakyō-ku, Kioto       | 35°02′20″N 135°46′21″E / 35.03889, 135.77250           |        |
| 688-003 | Kyo-o-gokoku-ji (教王護国寺?)          | Minami-ku, Kioto      | 34°58′51.48″N 135°44′48.02″E / 34.9809667, 135.7466722 |        |
| 688-004 | Kiyomizu-dera (清水寺?)                | Higashiyama-ku, Kioto | 34°59′41.39″N 135°47′6.01″E / 34.9948306, 135.7850028  |        |
| 688-005 | Enryaku-ji (延暦寺?)                   | Ōtsu                  | 35°4′13.62″N 135°50′27.33″E / 35.0704500, 135.8409250  |        |
| 688-006 | Daigo-ji (醍醐寺?)                     | Fushimi-ku, Kioto     | 34°57′3.57″N 135°49′10.51″E / 34.9509917, 135.8195861  |        |
| 688-007 | Ninna-ji (仁和寺?)                     | Ukyō-ku, Kioto        | 35°1′51.63″N 135°42′49.58″E / 35.0310083, 135.7137722  |        |
| 688-008 | Byōdō-in (平等院?)                     | Uji                   | 34°53′21.45″N 135°48′27.69″E / 34.8892917, 135.8076917 |        |
| 688-009 | Ujigami-jinja (宇治上神社?)            | Uji                   | 34°53′31″N 135°48′41″E / 34.89194, 135.81139           |        |
| 688-010 | Kōzan-ji (高山寺?)                     | Ukyō-ku, Kioto        | 35°3′36.39″N 135°40′42.85″E / 35.0601083, 135.6785694  |        |
| 688-011 | Saihō-ji (西芳寺?)                     | Nishikyō-ku, Kioto    | 34°59′31.06″N 135°40′59.93″E / 34.9919611, 135.6833139 |        |
| 688-012 | Tenryū-ji (天龍寺?)                    | Ukyō-ku, Kioto        | 35°0′57.47″N 135°40′25.58″E / 35.0159639, 135.6737722  |        |
| 688-013 | Kinkaku-ji (金閣寺?)                   | Kita-ku, Kioto        | 35°2′21.85″N 135°43′45.71″E / 35.0394028, 135.7293639  |        |
| 688-014 | Ginkaku-ji (銀閣寺?)                   | Sakyō-ku, Kioto       | 35°1′36.75″N 135°47′53.7″E / 35.0268750, 135.798250    |        |
| 688-015 | Ryōan-ji (竜安寺?)                     | Ukyō-ku, Kioto        | 35°2′4.18″N 135°43′5.71″E / 35.0344944, 135.7182528    |        |
| 688-016 | Hongan-ji (西本願寺?)                  | Shimogyō-ku, Kioto    | 34°59′31.37″N 135°45′5.81″E / 34.9920472, 135.7516139  |        |
| 688-017 | Castillo Nijō (二条城 Nijō-jō?)        | Nakagyō-ku, Kioto     | 35°0′50.96″N 135°44′51.0″E / 35.0141556, 135.747500    |        |